# Especially for You
"Especially for You" là một bài hát của hai nghệ sĩ thu âm người Úc Kylie Minogue và Jason Donovan nằm trong album phòng thu đầu tay của Donovan, Ten Good Reasons (1989). Ngoài ra, bài hát còn xuất hiện trong phiên bản phát hành tại Hoa Kỳ cho album phòng thu thứ hai của Minogue, Enjoy Yourself (1989). Nó được phát hành vào ngày 28 tháng 11 năm 1988 như là đĩa đơn thứ hai trích từ album bởi Pete Waterman Limited. Minogue và Donovan gặp nhau lần đầu tiên trong quá trình tham gia diễn xuất cho bộ phim truyền hình Úc Neighbor, trước khi cả hai rời khỏi bộ phim để tập trung cho sự nghiệp âm nhạc. "Especially for You" được đồng viết lời và sản xuất bởi ba thành viên Mike Stock, Matt Aitken và Pete Waterman thuộc đội sản xuất Stock Aitken Waterman. Đây là một bản pop ballad mang nội dung đề cập đến tình yêu của một cặp đôi, trong đó họ khẳng định tình cảm đặc biệt cho người mình yêu.
Sau khi phát hành, "Especially for You" nhận được những phản ứng tích cực từ các nhà phê bình âm nhạc, trong đó họ đánh giá cao giai điệu sâu lắng, sự ăn ý trong giọng hát của hai nghệ sĩ cũng như quá trình sản xuất nó. Bài hát cũng gặt hái những thành công vượt trội về mặt thương mại, đứng đầu các bảng xếp hạng ở Ireland và Vương quốc Anh, nơi nó trở thành đĩa đơn quán quân thứ hai của Minogue và đầu tiên của Donovan tại đây, và lọt vào top 10 ở hầu hết những quốc gia nó xuất hiện, bao gồm vươn đến top 5 ở những thị trường lớn như Úc, Bỉ, Đan Mạch, Phần Lan, Pháp, New Zealand và Thụy Sĩ. Năm 2014, "Especially for You" trở thành một trong những đĩa đơn đạt doanh số tiêu thụ một triệu bản trong lịch sử bảng xếp hạng ở Vương quốc Anh, và được bình chọn bởi người hâm mộ tại đây như là bài hát yêu thích thứ 20 trong danh sách những đĩa đơn đạt vị trí số một của thập niên 1980 trong một cuộc bình chọn của ITV.
Video ca nhạc "Especially for You" cho được đạo diễn bởi Chris Langman với nội dung tương tự như lời bài hát, trong đó Minogue và Donovan hóa thân thành một cặp đôi phải xa cách nhau vì công việc nhưng họ vẫn luôn nghĩ về tình cảm với đối phương. Để quảng bá bài hát, hai nghệ sĩ đã trình diễn nó trên nhiều chương trình truyền hình và lễ trao giải lớn, bao gồm Des O'Connor Tonight, Top of the Pops, Wogan và Children's Royal Variety Performance năm 1989, cũng như trong nhiều chuyến lưu diễn của họ. Kể từ khi phát hành, "Especially for You" đã được hát lại và sử dụng làm nhạc mẫu bởi nhiều nghệ sĩ, như Steps, Denise van Outen, Johnny Vaughan và Tim Campbell. Ngoài ra, bài hát còn nằm trong những album tuyển tập của Minogue và Donovan, bao gồm Greatest Hits (1992), Greatest Hits 1987–1999 (2003), Greatest Hits 87–97 (2003) và Ultimate Kylie (2004) của Minogue, cũng như Greatest Hits (1991) và Greatest Hits (2006) của Donovan.

## Danh sách bài hát
Đĩa 7"
1. "Especially for You" – 3:58
2. "All I Wanna Do Is Make You Mine" – 3:34

## Xếp hạng
| Bảng xếp hạng (1988)               | Vị trí cao nhất |
| ---------------------------------- | --------------- |
| Úc (ARIA)                          | 2               |
| Áo (Ö3 Austria Top 40)             | 12              |
| Bỉ (Ultratop 50 Flanders)          | 5               |
| Đan Mạch (Tracklisten)             | 5               |
| Châu Âu (European Hot 100 Singles) | 1               |
| Phần Lan (Suomen virallinen lista) | 4               |
| Pháp (SNEP)                        | 3               |
| Đức (Official German Charts)       | 25              |
| Ireland (IRMA)                     | 1               |
| Hà Lan (Dutch Top 40)              | 6               |
| Hà Lan (Single Top 100)            | 4               |
| New Zealand (Recorded Music NZ)    | 2               |
| Na Uy (VG-lista)                   | 10              |
| Thụy Điển (Sverigetopplistan)      | 12              |
| Thụy Sĩ (Schweizer Hitparade)      | 2               |
| Anh Quốc (OCC)                     | 1               |

| Bảng xếp hạng (1988)                 | Vị trí |
| ------------------------------------ | ------ |
| UK Singles (Official Charts Company) | 4      |
| Bảng xếp hạng (1989)                 | Vị trí |
| Australia (ARIA)                     | 17     |
| Belgium (Ultratop 50 Flanders)       | 26     |
| Europe (European Hot 100 Singles)    | 13     |
| France (SNEP)                        | 22     |
| Germany (Official German Charts)     | 60     |
| Netherlands (Dutch Top 40)           | 48     |
| Netherlands (Single Top 100)         | 53     |
| New Zealand (Recorded Music NZ)      | 14     |
| Switzerland (Schweizer Hitparade)    | 22     |
| UK Singles (Official Charts Company) | 32     |

| Bảng xếp hạng (1980-89)              | Vị trí |
| ------------------------------------ | ------ |
| UK Singles (Official Charts Company) | 15     |

| Bảng xếp hạng                        | Vị trí |
| ------------------------------------ | ------ |
| UK Singles (Official Charts Company) | 298    |

## Chứng nhận
| Quốc gia                                                                           | Chứng nhận | Số đơn vị/doanh số chứng nhận |
| ---------------------------------------------------------------------------------- | ---------- | ----------------------------- |
| Úc (ARIA)                                                                          | Vàng       | 35.000^                       |
| Pháp (SNEP)                                                                        | Bạc        | 200.000*                      |
| Anh Quốc (BPI)                                                                     | Vàng       | 1,090,000                     |
| * Chứng nhận dựa theo doanh số tiêu thụ. ^ Chứng nhận dựa theo doanh số nhập hàng. |            |                               |